# Fügen von Kunststoffen
Die Fügeverfahren nehmen in der Kunststoffverarbeitung eine wichtige Stellung ein.
Grob unterteilen lassen sich diese Verfahren in mechanische, thermische (Schweißen) und klebtechnische Verbindungen.
Wesentliche Methoden zum mechanischen Fügen von Kunststoffen sind:
- Direktverschraubung
- Schnappsysteme
- Inserts

## Kunststoffschweißen
Für Kunststoffe kommen vor allem folgende thermische Verbindungsverfahren zur Anwendung:
- Folienschweißen mit einem Heizdraht (beispielsweise mit einem Vakuumiergerät)
- Heißverstemmen
- Heizelementschweißen
- Heizwendelschweißen
- Hochfrequenzschweißen
- Laserdurchstrahlschweißen
- Zirkularschweißen
- Rotationsreibschweißen
- Ultraschallschweißen
- Vibrationsschweißen
- Warmgasschweißen (beispielsweise mit einem Handschweißgerät (Heißluftgebläse)): 
 Heißluftziehschweißen und Heißluftfächelschweißen

Dabei lassen sich grundsätzlich nur thermoplastische Kunststoffe schweißen.

### Zirkularschweißen
Beim Zirkularschweißen wird die benötigte Aufschmelzenergie durch eine Relativbewegung zwischen zirkular bewegtem Oberteil und feststehendem Unterteil eingebracht.
Ein Fügeteil wird beim Schweißen in 2 Dimensionen kreisförmig vibrierend bewegt, das andere Fügeteil bleibt unbeweglich eingespannt. Die hierbei eingesetzte Frequenz wird dem verwendeten Material angepasst.
Die vorbeschriebene Zirkularkinematik entspricht der oszillierenden Bewegung der Schleifplatte eines Schwingschleifers. Im Unterschied zu dieser ist die Ausgangs- und Endposition der Fügeteile immer die Maschinenmitte. Die Kinematik ist absolut kreisförmig und in ihrer Größe einstellbar, das erlaubt Präzisionsschweißungen. Durch das Spindel-Servo-Antriebssystem sind die Schweißfrequenzen frei wählbar, im Gegensatz zu Feder-Massen-Systemen, die mit einer festen Eigenfrequenz arbeiten.

### Laserdurchstrahlschweißen
Für das Schweißen mit Laserstrahlen ist es von Bedeutung, ob die zu verbindenden Kunststoffe eher transparent oder opak sind. Opake Kunststoffe absorbieren größere Anteile des Lichts. Die meisten Thermoplaste lassen sich von typischen Laserwellenlängen einfach durchstrahlen. Durch Pigmentierung oder andere Beimengungen zum Polymer erhöht man die Absorption. Trifft der Laserstrahl auf eine absorbierende Substanz, wandelt sich seine Energie in Wärme um.
Beim Laserdurchstrahlschweißen liegt ein für die Laserwellenlänge transparentes über einem absorbierenden Material. Ein Spannwerkzeug presst die beiden Fügepartner aufeinander. Der Laser durchstrahlt das transparente Material und schmilzt die Oberfläche des absorbierenden Materials auf. Durch Wärmeleitung plastifiziert auch die Berührungsfläche des  transparenten Materials.
Dieser Prozess kann beim Kunststoffschweißen mittels Laserstrahlung exakt gesteuert und zeitnah überprüft werden. Nach dem Wiederverfestigen der Kunststoffe ist die Berührungszone zuverlässig und dauerhaft geschweißt. Dabei können große Festigkeiten und Dichtheiten erzielt werden.

### Ultraschallschweißen
Beim Ultraschallschweißen wandelt ein Generator Netzspannung in eine hochfrequente Wechselspannung um, die im Konverter in eine mechanische Schwingung konvertiert wird. Die Schwingungen werden über die Sonotrode (Schweißwerkzeug) in die zu fügenden Bauteile eingeleitet, wodurch es zur Erwärmung und zum Plastifizieren des Materials durch innere Molekular- und äußere Grenzflächenreibung kommt. Nach Beenden der Schalleinleitung sorgt eine kurze Abkühlphase unter Druck für eine homogene Schweißverbindung der beiden Fügepartner. Die Prozessparameter Frequenz, Amplitude, Schwingungsdauer und Druck sind abhängig von den Materialeigenschaften und der Bauteilform und -Größe.
Weitere Formen des Ultraschallschweißens sind das Ultraschall-Nieten, -Verkrallen und -Bördeln. Hiermit lassen sich auch artfremde Materialien verbinden, wobei mindestens einer der beiden Fügepartner ein thermoplastischer Kunststoffe sein muss.

## Anwendungsgebiete
Hauptanwendungsgebiete des Kunststofffügens sind:
- Medizintechnik
- Maschinenbau
- Automobilbau
- Rohrleitungs- und Behälterbau

### Regelwerke / Normen
Ein  Regelwerk zum Fügen von Kunststoffen wird in Deutschland von der Fachgruppe „Fügen von Kunststoffen“  im Ausschuss für Technik  des DVS – Deutscher Verband für Schweißen und verwandte Verfahren erarbeitet und in Form von DVS-Merkblättern und Richtlinien sowie gesammelt in Buchform veröffentlicht.

### Bücher
- AG W 4 des DVS: Fachbuch Merkblätter und Richtlinien – Fügen von Kunststoffen. DVS Media, Düsseldorf 2010 (13. Aufl.). ISBN 978-3-87155-224-3.

### Zeitschriften und Aufsätze
- Fügen von Kunststoffen Zweisprachige (deutsch/englisch) Fachzeitschrift für die Kunststoffverbindungstechnik. DVS Media, Düsseldorf 2007 ff. ISSN 1864-3450
- Plastverarbeiter (PV). internat. Fachzeitschr. für Verarbeitung, Gestaltung u. Anwendung von Kunststoffen. Hüthig, Heidelberg 1.1950, Apr. ff. ISSN 0032-1338
- Kunststoffe (KU). Werkstoffe, Verarbeitung, Anwendung. Organ deutscher Kunststoff-Fachverbände. Fachzeitschrift für Kunststofftechnik. Hanser, München 1.1911 ff. ISSN 0023-5563

## Institute
- Institut für Kunststofftechnik (IKT), Stuttgart
- Institut für Kunststoffverarbeitung (IKV), Aachen
- Institut für Leichtbau und Kunststofftechnik (ILK), Dresden
- Lehrstuhl für Kunststofftechnik (KTC), Chemnitz
- Lehrstuhl für Kunststofftechnik (LKT), Erlangen
- Lehrstuhl für Kunststofftechnologie (KTP), Paderborn
- Süddeutsches Kunststoff-Zentrum (SKZ), Würzburg